# Catoblepas

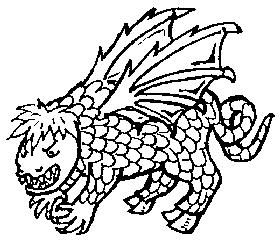
Catoblepas

De catoblepas (ook wel catoblepe genoemd) is een fabeldier dat bij de bron van de Nijl zou leven, in Ethiopië. Het heeft zijn naam te danken aan zijn kop, die zo zwaar is dat hij op de grond hangt; catoblepas is Grieks voor “dat wat naar beneden kijkt”.
Het dier heeft vier poten en is van gemiddelde afmetingen, en zou op een stier of zwijn lijken. Het bezit een krullende staart, gespleten hoeven, een geschubde huid en lange manen bedekken zijn ogen. Het dier lijkt onschuldig en loom, maar elk dier waar zijn giftig oog op valt, sterft ter plekke. Tevens zou de catoblepas een schadelijke adem hebben vanwege zijn dieet bestaande uit giftige planten. Als hij bang is, krult hij zijn lippen en stoot een smerige damp uit, waardoor alle levende wezens in de omgeving blind en stom worden, stuiptrekkingen krijgen en uiteindelijk overlijden. De catoblepas is mogelijk afgeleid van de Afrikaanse gnoe.

## De catoblepas in verhalen
Ooit zouden Romeinse soldaten een grazende catoblepas hebben gevonden. Ze hielden het voor een tam dier, en wilden het slachten. Bij het horen van de naderende soldaten, hief het beest zijn kop. Zijn manen gingen overeind staan en zijn dodelijke blik doodde hen allemaal. Toen de commandant dit vernam stuurde hij meer mannen, maar ook die sneuvelden. De lokale bevolking lichtte hem in over de dodelijke aard van het beest, waarop de man zijn soldaten beval het dier te verrassen en zijn blik te mijden. Zo werd de catoblepas eindelijk gedood. De soldaten brachten hem naar de keizer, die zijn huid in een Romeinse tempel ophing.